# 吹上藩
吹上藩（ふきあげはん）は、下野国都賀郡吹上村（現在の栃木県栃木市吹上町）を居所として、江戸時代後期から廃藩置県まで存在した藩。1842年に上総五井藩1万石の摂津有馬家が当地に移され、2代約30年間存続した。
本記事では廃藩後に設置された吹上県（ふきあげけん）についても言及する。

## 歴史

### 前史

#### 吹上
吹上は吹上扇状地の扇頂近くに立地し、善応寺などの古刹を擁する土地である。戦国期には皆川氏一族の膝附宗長によって皆川城の支城として吹上城が築かれた。慶長14年（1609年）に皆川広照が改易されると、皆川領は幕府直轄領となった。寛政5年（1793年）、吹上城跡に幕府の代官陣屋（吹上陣屋・吹上代官所）が置かれ、山口鉄五郎が代官として着任して下野国を中心とする5万石を管轄した。名代官として知られた山口が文政4年（1821年）に死去すると管轄再編が行われ、文政6年（1823年）に吹上代官所は廃止されて真岡代官所（真岡陣屋）に統合された。

#### 有馬家
藩主有馬家は、筑後久留米藩有馬家の分家で、有馬豊氏の三男・頼次を祖とする家である。頼次の子孫は紀州徳川家に代々仕え、頼次から4代目の氏倫が徳川吉宗の将軍就任に伴って幕臣となり、享保11年（1726年）に大名として取り立てられた。このため氏倫系有馬家は譜代大名として扱われる。氏倫は伊勢国・下総国・下野国に領地を有し、その藩は伊勢西条藩の名で呼ばれるが、5代藩主氏恕のときに上総国に藩庁を移して上総五井藩と呼ばれる。吹上藩初代藩主の氏郁は、氏倫から数えて9代目にあたる。

### 立藩
天保11年（1840年）5月、五井藩主有馬氏郁は、上総国市原郡内の所領4400石余を下野国・伊勢国内に移された。
天保13年（1842年）、有馬氏郁は幕府の代官陣屋を改修して藩庁を移した。これにより吹上藩が立藩された。

### 幕末から廃藩まで

#### 戊辰戦争
2代氏弘は天狗党の乱や戊辰戦争への対応を行った。戊辰戦争では新政府側に与し、壬生近郊で行われた安塚の戦いに参加して藩兵4名が戦死した。また、奥州に出兵している。

#### 「吹上藩斬奸事件」
明治2年（1869年）3月には、家老が若年の氏弘を欺いて軍費や戦死者の手当金を横領しているとして、家臣団の一部が江戸藩邸を襲撃、家老らを殺害するという事件が起こった。襲撃側を顕彰する立場から「吹上藩斬奸事件」の名で呼ばれている。
この事件を起こした9人の吹上藩藩士と平民1人について、8人を自裁（切腹）、1人を斬首刑（武士の身分でない平民のため）、1人を終身流刑の判決が明治2年（1869年）8月に出ている。また、太政類典によれば、有馬氏弘はこの事件の責任を取る形で明治2年5月12日から同年9月28日まで謹慎と10日間の閉門の刑罰が執行される。

#### 明治初年の藩政
明治2年（1869年）10月、藩立学校「学聚館」が設立された。藩士以外にも門戸が開かれており、吹上村の豪農・郷士階層出身の新井章吾・塩田奥造（のちに自由民権運動の指導者となり、第1回衆議院議員総選挙でともに衆議院議員になる）もここで学んでいる。

### 吹上県
明治4年（1871年）7月14日に行われた廃藩置県により、吹上藩は廃藩となり、吹上県が置かれた。同年11月14日に行われた第1次府県統合により、吹上県は栃木県に編入された。

## 歴代藩主
有馬家
譜代 1万石
| 代 | 氏名                     | 官位            | 在職期間                           | 享年 | 備考                   |
| -- | ------------------------ | --------------- | ---------------------------------- | ---- | ---------------------- |
| 1  | 有馬氏郁 ありま うじしげ | 従五位下 備後守 | 天保13年 - 安政5年 1842年 - 1858年 | 32   | 上総五井藩から転封。   |
| 2  | 有馬氏弘 ありま うじひろ | 従五位下 兵庫頭 | 安政5年 - 明治4年 1858年 - 1871年  | 不詳 | 実父は旗本の有馬則篤。 |

最後の藩主（知藩事）であった有馬氏弘は、1876年（明治9年）に家督を養母の鎮（瑶光院、氏郁の正室）に譲り、吹上藩有馬家と離縁した。女戸主となった鎮は、1877年（明治10年）に久留米藩有馬家から有馬頼之（有馬頼咸の子）を養子に迎え、家督を譲った。1884年（明治17年）7月8日、華族令の公布に伴い、有馬頼之は子爵に叙された。

## 領地

### 幕末の領地
藩領は下野国と伊勢国に分散していた。
- 下野
  - 都賀郡のうち - 5村
  - 河内郡のうち - 5村
  - 芳賀郡のうち - 6村
- 伊勢
  - 三重郡のうち - 6村
  - 河曲郡のうち - 6村
  - 多気郡のうち - 5村

伊勢国の領地の一部は、祖先の有馬氏倫が享保11年（1726年）に与えられた領地に由来する。河曲郡南林崎村（現在の鈴鹿市林崎・南林崎町付近）に伊勢領を管轄する陣屋が置かれ、南林崎村の棚瀬氏が代官を世襲した（伊勢西条藩参照）。

### 吹上：陣屋と陣屋町
吹上陣屋は現在の栃木市立吹上中学校周辺にあった。山地末端に位置して南に面しており、藩政期には陣屋の東側に馬場と上級武士の屋敷があったという。大手を東西に通りが走り、陣屋町の両端に木戸を設けていた。通りの南側には下級武士の居宅（多くは長屋）があった。
壬申戸籍によれば、廃藩後間もない明治5年（1872年）時点で吹上には274戸があり、士族136戸・卒族3戸が暮らしている。士族以外では農業130戸が大多数を占める一方、商業は1戸、工業を職業とするのは皆無であり、吹上は商工業の機能に乏しい「非都市的集落」であった。壬申戸籍では兼業が記されないことが多いが、商工業を兼業する農家がいたとしても若干とみられる。吹上には「八日市場」という小字があって月に3度野菜を商う市が立ったといい、東西の通り沿いにわずかに商家があったというが、日用品の購入には4km離れた栃木町を利用したと推測される。
なお、明治5年（1872年）時点の吹上藩の士族136戸は、明治20年（1887年）までの15年間に121戸が転出し、その後残る15戸もすべて転出した。歴史地理学者の中島義一は、城下町が都市的性格を失って農村に還元した事例として吹上を取り上げており、士族授産が問題になる明治10年代より以前に士族人口が急速に流出して「城下町が崩壊」した吹上のケースは「異例」のものの一つとしている。一般に城下町では廃藩置県後も士族が集団として残り、地域でさまざまな社会活動を行うとともに、武家屋敷の景観が残ることもあるが、吹上は農村的な景観に復し、1960年代の時点で、上級武士の居宅跡は森林に、下級武士の居宅跡は畑地となっていたという。この理由として、五井から吹上に移転して以来30年程度で士族たちに「土着性」が低く、地元で職を得る便宜もなければ、愛郷心と言えるようなものも薄かったであろうこと、官公吏や教員などの仕事がある町（栃木町など）へは吹上から徒歩での通勤が不便であったことなどを推測している。